# Moita (Marinha Grande)
Moita é uma povoação portuguesa sede da Freguesia de Moita do Município da Marinha Grande, freguesia com 7,81 km² de área e 1296 habitantes (censo de 2021), tendo, por isso, uma densidade populacional de 165,9 hab./km².
A freguesia foi criada pela Lei n.º 114/85 de 4 de outubro, no Município de Alcobaça, com lugares da freguesia de Pataias. Até 12 de julho de 2001, fazia parte deste município, tendo então passado a integrar o da Marinha Grande.

## Demografia
A população registada nos censos foi:
| Distribuição da População por Grupos Etários | Distribuição da População por Grupos Etários | Distribuição da População por Grupos Etários | Distribuição da População por Grupos Etários | Distribuição da População por Grupos Etários |
| -------------------------------------------- | -------------------------------------------- | -------------------------------------------- | -------------------------------------------- | -------------------------------------------- |
| Ano                                          | 0-14 Anos                                    | 15-24 Anos                                   | 25-64 Anos                                   | > 65 Anos                                    |
| 2001                                         | 236                                          | 202                                          | 790                                          | 190                                          |
| 2011                                         | 220                                          | 168                                          | 786                                          | 249                                          |
| 2021                                         | 130                                          | 149                                          | 701                                          | 316                                          |

## História

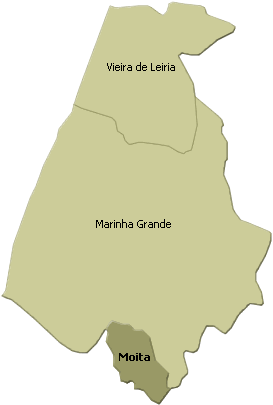
Localização da freguesia no município da Marinha Grande

De todos os lugares nascidos ao redor do pinhal real, a Moita é seguramente a povoação que mais atribulações e indefinições administrativas sofreu ao longo da sua história. Com o avançar do século XVIII perderia a relativa importância que detivera como vintena.
Encravada nos confins dos concelhos de Alcobaça e Leiria, chegou a incorporar o primeiro concelho da Marinha Grande, entre 1836 e 1838, que integrava a freguesia de Carvide e a Moita. Retornou a Alcobaça, anexada à Junta da Paróquia de Pataias, após ter pertencido durante algum tempo à Paróquia da Maceira, devido à extinção do concelho da Marinha Grande, em 1838.
Durante anos, a Moita reivindicou a sua libertação do concelho de Alcobaça, tendo as lutas populares com vista à sua reintegração no município marinhense acontecido nas décadas de 30, 40 e 70. Pretendia-se a salvaguarda dos interesses dos moitenses, dadas as afinidades existentes no quotidiano com a Marinha Grande e o implícito afastamento com a sede do concelho a que pertencia, aos mais diversos níveis.
Face à realidade existente, era necessário uma tomada de posição que desse cobertura legal ao que já se verificava na prática e daí o pugnar pela integração da Moita no município da Marinha Grande. Em 1999 é, constituída uma comissão que englobava cidadãos das mais diversas profissões e ideologias políticas, denominada "Amigos da Moita". A comissão, criada com o objetivo de elaborar um documento reivindicativo do que consideravam ser o mais elementar e legítimo direito, era presidida por José Vicente Rosa. A 19 de abril de 2001, os protestos e exigências dos moitenses são finalmente atendidos na Assembleia da República, ficando a Moita a pertencer oficialmente ao município da Marinha Grande, desde o dia 12 de julho de 2001, na sequência da publicação da Lei n.º 28/2001 no Diário da República n.º 160 I série A.
O anseio dos moitenses acabou por ser satisfeito ao fim de 163 anos.
A primeira freguesia a ser desanexada de um município depois de 25 de Abril de 1974, comemorou a sua reintegração no município marinhense, em ambiente de alegria.
A festa de cariz popular, que assinalou a passagem oficial, ocorreu a 9 de setembro de 2001, tendo o evento sido promovido pela Câmara Municipal da Marinha Grande, Junta de Freguesia da Moita, Comissão "Amigos da Moita" e Clube Desportivo Moitense.

## Atividades Económicas
A evolução e o progresso da Moita são notórios, sendo hoje uma terra pujante de vida e de força, graças à sua indústria – principal sustentáculo económico – dispersa por um conjunto de atividades, onde predomina a tecnologia de ponta em áreas diversas como os moldes, aços, plásticos, móveis e onde chegou a existir uma fábrica de CDs (Sonovis, em processo de insolvência), a par de outras de menor pujança.
Embora o setor primário tenha pouco peso, no que diz respeito à economia local, a prática da agricultura é bastante notória, ainda que praticada em regime de autoconsumo pelas famílias residentes. Na maior parte das habitações, o espaço destinado ao cultivo e/ou à criação de aves assume especial relevo, principalmente entre a camada etária mais idosa.